# Ténor de Baune
Ténor de Baune, född 18 maj 1985 i Sainte-Gemmes-d'Andigné, död 18 april 2010, var en fransk varmblodig travhäst. Han tränades och kördes av Jean-Baptiste Bossuet.
Ténor de Baune tävlade åren 1988–1993 och sprang in 1,5 miljoner euro på 47 starter varav 33 segrar. Han tog karriärens största seger i världens största travlopp Prix d'Amérique (1991) på Vincennesbanan i Paris. 
Han har även segrat i Prix Ariste-Hémard (1989), Critérium des 4 ans (1989), Prix Phaeton (1989), Critérium Continental (1989), Critérium des 5 ans (1990), Prix de l'Étoile (1990), Prix de Croix (1990), Prix Roederer (1990), Prix Marcel Laurent (1990), Prix Ovide Moulinet (1990), Prix Robert Auvray (1990), Prix Henri Levesque (1990), Prix Jockey (1990), Prix de Belgique (1991) och en tredjeplats i Prix de France (1991).
Efter tävlingskarriären var han avelshingst. Han har lämnat efter sig stjärnhästar som Fleuron Perrine (1993), Krysos Speed (1998), Lass Drop (1999), Zerberus (1999), Roxane Griff (2005) och Ulster Perrine (2008). Han är även morfar till Kadett C.D. (2007) och Nimbus C.D. (2010) genom Kiss of Life (1998). Han anses vara en av de bästa avelshingstarna som verkat i fransk avel under 1990-talet fram till sin död.
Loppet Prix Ténor de Baune körs under det franska vintermeetinget varje år till minne av Ténor de Baune. Loppet är öppet för femåringar, är ett Grupp 2-lopp och segrare bjuds in till Prix d'Amérique.